# Turn Me On
Turn Me On е песен на френския диджей Давид Гета, с участието на тринидадско-американската рапърка Ники Минаж.

## Албум
Turn Me On е третата песен от алума Nothing but the Beat на Давид Гетаи 20-а песен от луксозното издание на албума "Pink Friday: Roman Reloaded
.

## Видео[7]
Тийзъра е пуснат на 29 януари 2012 г., а видеото към песента е пуснато на 31 януари 2012 г.

## Дата на издаване
- САЩ – 13 декември 2011
- Испания[8] – 31 януари 2012
- Германия[9] – 9 март 2012
- Великобритания[10] – 12 март 2012

## Позиции в музикалните класации
- Австрия ((Ö3 Austria Top 75) – 5[11]
- Полша (ZPAV) – 1[12]